# Pärleporten (album av Samuelsons)
Pärleporten utkom 1975 och är ett musikalbum av den kristna musikgruppen Samuelsons. Skivan är utgiven av Toniton AB. 

## Låtlista
1. Ta allt det trista
2. Why Me
3. Då kommer något att hända
4. Pärleporten
5. Därför kom
6. Livet här
7. Mitt hem är där
8. Barnatro
9. Min Jesus lever
10. Vem kan vi gå till
11. Great Great Day
12. Fyrbåken